# ブルモーション
ブルモーション（BLUMOTION）は、ユリアス・ブルム社（Julius Blum GmbH）が開発、販売する家具金物，引き出しレール機能のことである。

## 概要
ブルム社の製品群のなかでは新しく、2001年に発売され、金属製引き出しレールと一体化した緩衝装置（シリコンオイル内蔵）によって滑らかに静かに閉まる引き出し機能のことである。
現在では多くのブルモーションをマネした引き出しレールが中国などで売られている。パテン問題も発生している。
ミラノサローネでのキッチン・家具では採用率は80％を越える。

## ブルモーションの採用された家具
ヨーロッパではキッチンの開閉機能の感覚的な滑らかさが好まれている。
日本ではマンションなどで引き出しの開閉の静かさが評価される面がある。